# 张沅 (水利学家)
张沅（1880年3月17日—1952年3月19日），字子聪，中国水利学家。

## 生平
生于四川成都，原籍四川资中。1903年官费留学日本，毕业于东京帝国大学土木系。在日本期间加入华兴会，1912年回国。1915年（民国4年）主持都江堰大修，修复分水鱼嘴，又历时4年完成淘修工程。1935年任四川省水利局局长，第三次主持大修都江堰工程，修复被洪水完全冲毁的堰体，改建内、外江分水鱼嘴，淘河，维修金刚堤、百丈堤以及飞沙堰等，于1936年4月告竣，奠定了现代都江堰的基础。1952年3月19日逝于成都。